# بن کیسی
بن کیسی (انگلیسی: Ben Casey) یک مجموعهٔ تلویزیونی محصول شبکه ای‌بی‌سی آمریکا است.
این مجموعه تلویزیونی که در ۵ فصل و ۱۵۳ قسمت ساخته شده اولین قسمت آن در ۲ اکتبر ۱۹۶۱ و آخرین قسمت آن در ۲۱ مارس ۱۹۶۶ پخش شده‌است.
این مجموعه تلویزیونی، در سال‌های ۱۳۵۲ تا ۱۳۵۴ خورشیدی، با عنوانِ «دکتر بن کیسی» و با دوبلهٔ فارسی، از تلویزیون ملی ایران پخش شد.